# Dionysios II. Lupu
Dionysios II. Lupu (1821–1823) war ein orthodoxer Theologe und Metropolit der Ungrowalachei in Bukarest.